# Paul Louis
Pour les articles homonymes, voir Louis, Abbé Louis et Paul-Louis.
L'abbé Paul Louis, dit Abbé Choc, né le 11 juillet 1906 à Guérande (Loire-Atlantique) et mort dans la nuit du 23 au 24 juin 1962 à Clichy (Hauts-de-Seine), est un prêtre français ordonné le 7 janvier 1934.
Il assure aussitôt la direction d'un patronage paroissial jusqu'en octobre 1941. Engagé dans la Résistance à partir de cette date, capturé et torturé en avril 1944, il s’évade pour rejoindre à nouveau le maquis et participer à la Libération. Bien que diminué physiquement par ces épreuves, il assure ensuite l'aumônerie des gens du voyage.

## Biographie

### Vicaire sportif
Il découvre et pratique la gymnastique pendant sa jeunesse à Argenteuil dans le patronage paroissial de la Saint-Georges d'Argenteuil sous la bienveillante autorité de Joseph Batut qu'il seconde un temps comme trésorier. Il rejoint ensuite l’ordre des Fils de la charité où il est ordonné prêtre régulier en 1934. Il est aussitôt nommé dans une paroisse « difficile » de cette ville de banlieue où l’un de ses ex-coéquipiers sportifs, Maurice Weber, dirige déjà depuis plusieurs années la section de gymnastique du patronage de l'Étoile sportive des Champioux. Ensemble, ils le transforment en un lieu d’action sociale, y développant particulièrement la gymnastique et le basket-ball.
Dès le début de l’Occupation, il se consacre à l’écoute de Radio Londres dont il diffuse les informations à ses paroissiens et son confrère le pasteur Neel. Sa hiérarchie, inquiète pour sa sécurité, le déplace en 1941 à la paroisse Saint-Vincent-de-Paul de Clichy mais son successeur à Argenteuil, l’abbé Guillonnet est du même crû si l’on en croit le témoignage du futur général Jean Guerniou qui, encore enfant, lui servait de couverture pour ses nombreux déplacements rue des Saints-Pères à la librairie Bonaparte, lieu de ralliement du réseau Confrérie Notre-Dame du colonel Rémy.

### Religieux résistant
Comme en témoignent les archives de son ordre, l'abbé Louis s’engage dans la Résistance dès son arrivée à Clichy. Membre du réseau Turma-Vengeance, il fonde le groupe Corrèze (devenu groupe Landy en 1942). Sa tête est mise à prix par la gestapo à laquelle il échappe de justesse le 6 novembre 1943. Le commandant Ginas — président de la confédération nationale des combattants volontaires de la Résistance (CNCVR) de 1954 à 1975 — organisait son transfert pour l'Angleterre lorsqu’il est lui-même arrêté et interné à Compiègne. Il faut cinq mois pour réorganiser son évasion par l’Espagne.
L’abbé Louis embarque le 18 avril 1944 en gare de Toulouse avec sept pilotes américains pour Saint-Laurent/Saint-Paul. Le lendemain 35 fugitifs s’engagent avec trois passeurs dans la montagne où ils errent deux jours dans la tempête. Abandonnés par leurs guides, ils sont arrêtés par les Allemands dans un refuge près de la frontière le 21 à 15 heures 30. L’abbé Louis est incarcéré et torturé à la prison Saint-Michel de Toulouse,en même temps qu'André Malraux, jusqu’au 19 mai où il monte dans un convoi ferroviaire pour Compiègne.
Le 22 mai 1944, apprenant que sa propre destination est Fresnes, il saute du train à hauteur de La Ferté-Bernard pour rejoindre à nouveau le maquis. Recueilli par le curé de Saint-Antoine puis hébergé par le clergé du Mans, il participe, à peine rétabli, aux combats de libération de cette ville sous le pseudonyme d’Abbé Choc sous les ordres du colonel Raspail puis assure la liaison avec la résistance parisienne. Son passage dans la 2e division blindée (2e DB), évoqué lors d'interviews n'est pas avéré.

### Aumônier des gens du voyage
En dépit de graves handicaps consécutifs aux tortures subies qui lui laissent des troubles de l’équilibre et nécessitent des soins constants, il assure à partir d'octobre 1950 l’aumônerie des gens du voyage et c’est à l’un d’entre eux que l’orateur emprunte cette formule de son oraison funèbre prononcée « en présence des autorités civiles et militaires » le 6 juillet 1962 à Clichy : « Le père Louis, il était valable ».

## Distinctions
Le capitaine Paul Louis est officier de la Légion d'honneur,. La croix d'honneur de commandeur de l'ordre national du Mérite civique lui est attribuée le 15 mai 1957. Il est aussi titulaire de la croix de guerre 1939-1945, de la médaille de la Résistance française, de la médaille des évadés, de la médaille de la France Libre, de la médaille de la déportation et de l'internement et de la médaille de la Liberté.

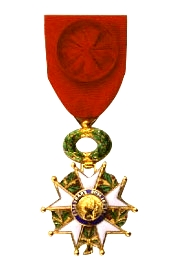
Médaille d'officier de la Légion d'honneur.
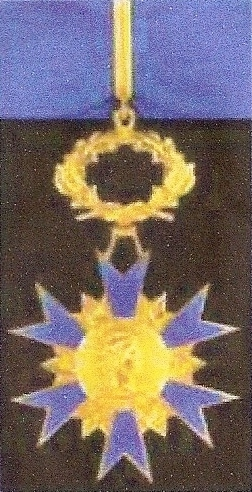
Cravate de commandeur de l’ordre national du Mérite.
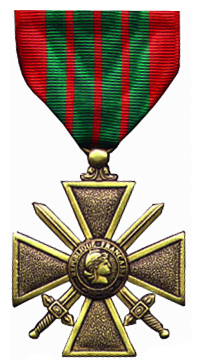
Croix de guerre 1939-1945 (France)
Médaille de la Résistance française.

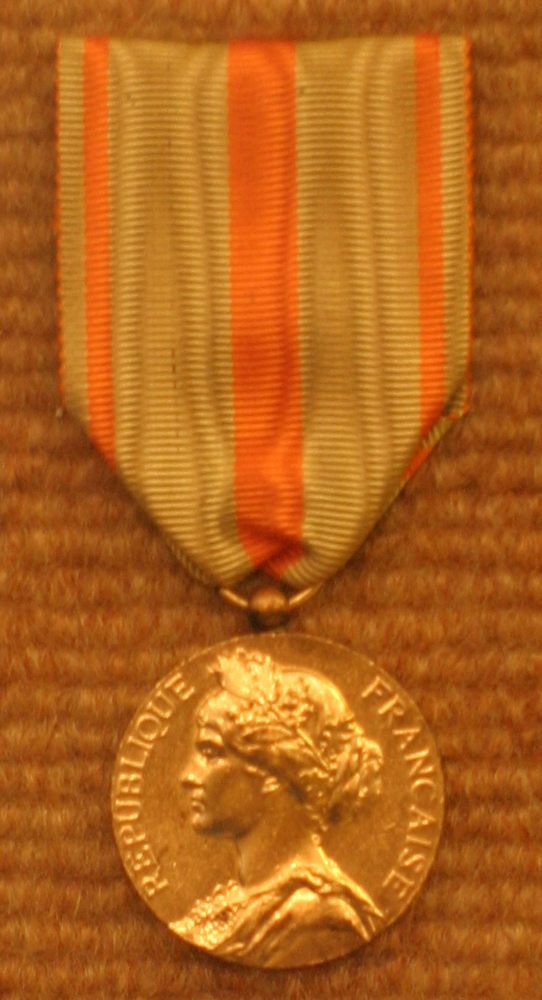
Médaille des évadés.
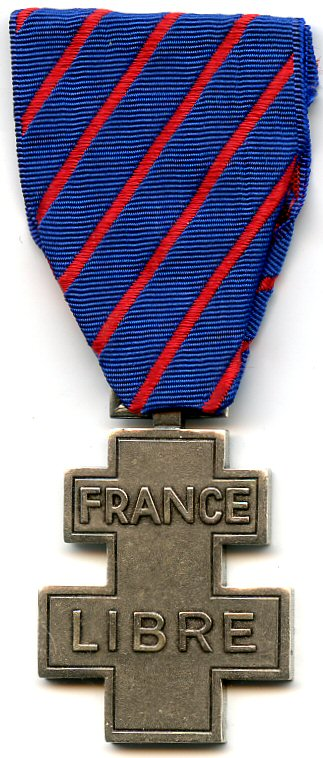
Médaille commémorative des services volontaires dans la France libre
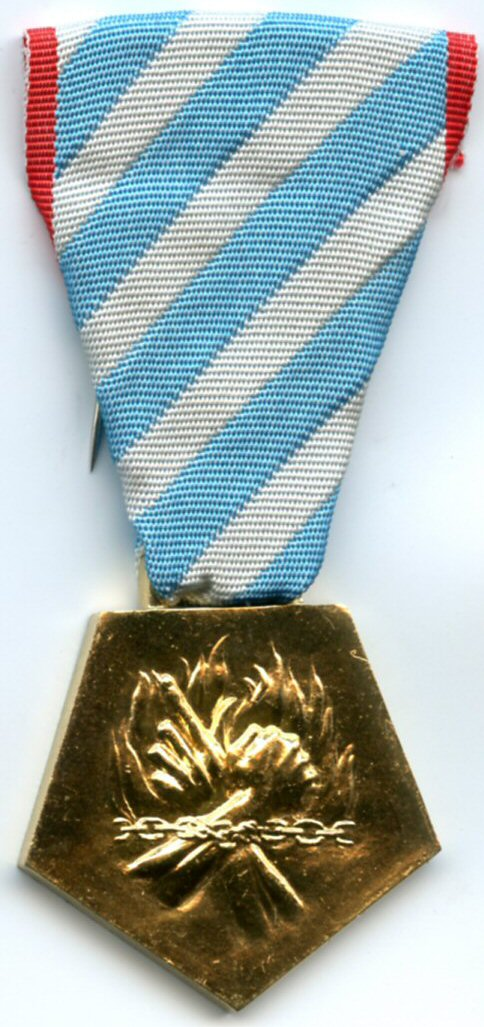
Médaille de la déportation et de l'internement pour faits de Résistance.
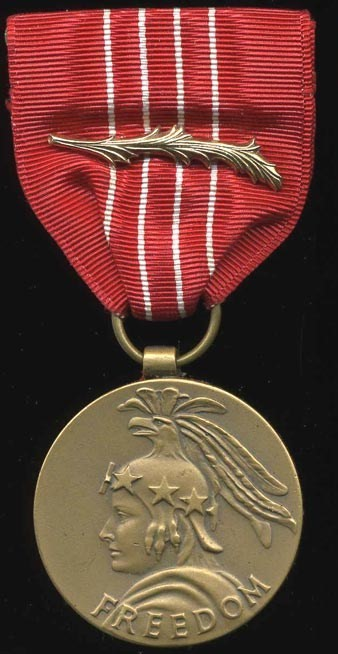
Médaille de la Liberté.